# Plamag Plauen
Plamag Plauen war ein 1946 gegründetes Plauener Unternehmen, das Druckmaschinen fertigte. Plamag steht für „Plauener Maschinenbau-Gesellschaft“. In der Muttergesellschaft VOMAG wurde 1912 die weltweit erste Rollenoffsetdruckmaschine gebaut.
Das Werk wurde 1990 von MAN Roland Druckmaschinen übernommen und später umbenannt. Im Jahre 2012 fand im Rahmen der Insolvenz des Mutterkonzerns eine Ausgliederung als eigene Gesellschaft statt. Seit Februar 2012 heißt das Unternehmen Plamag Plauen GmbH und ist Zulieferer von Baugruppen und Komponenten für den Maschinenbau. Zum Kundenstamm zählen Unternehmen aus den Bereichen Maschinenbau, Verpackungsindustrie, Elektrotechnik oder Sonderanlagenbau.
Ende 2016 beschäftigte das Unternehmen 112 Mitarbeiter mit einem hohen Anteil an Facharbeitern und Ingenieuren. Der moderne Maschinenpark in den 28.000 m² großen Fertigungs- und Montagehallen umfasst CNC-Sägen, -Fräsen, -Drehen, -Schleifen und -Verzahnen sowie Prüfeinrichtungen.

## Geschichte

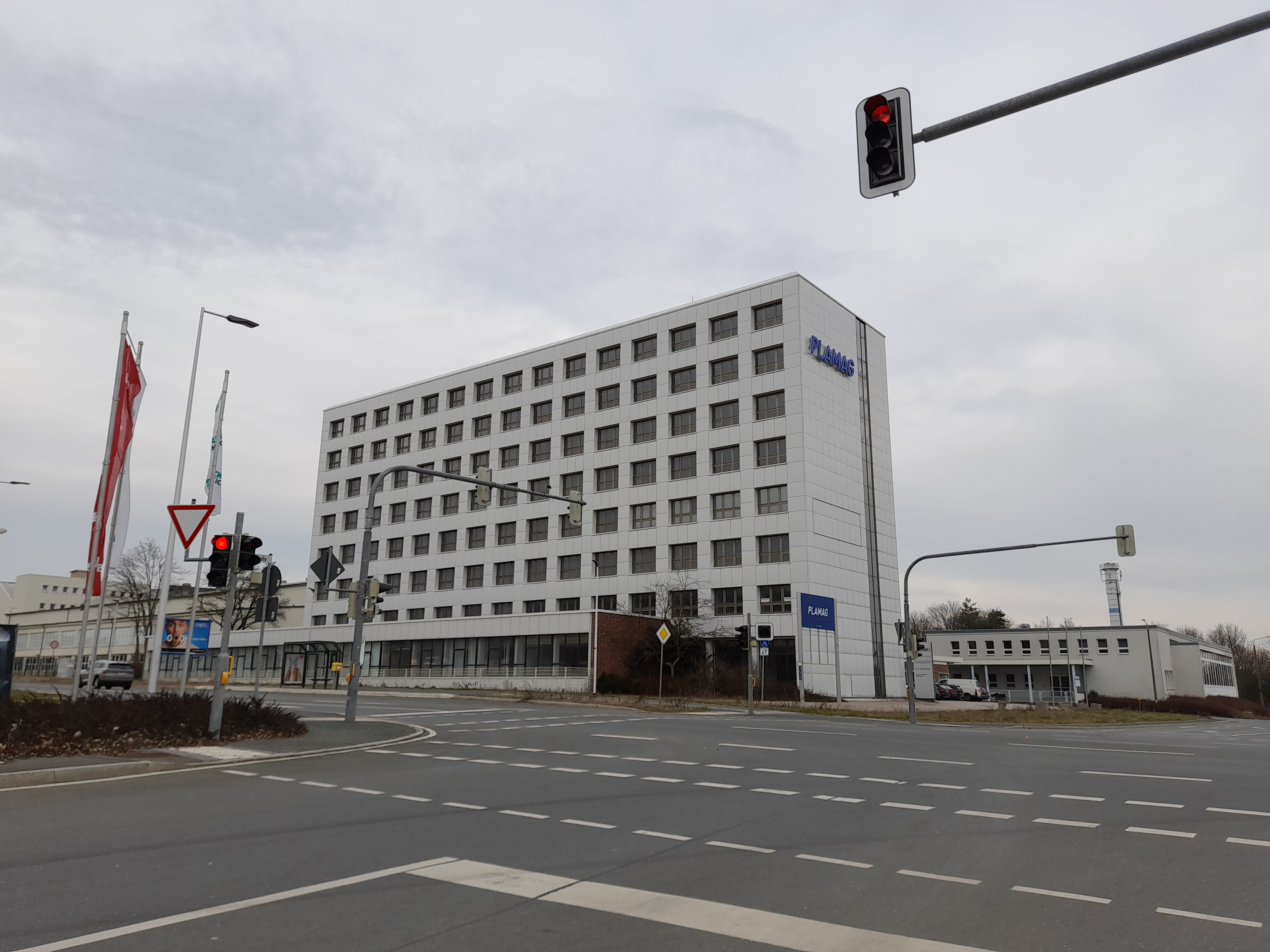
Plamag Plauen im Plauener Stadtteil Haselbrunn

Das Unternehmen entstand aus der VOMAG und deren Vorläufern. Ab 1896 wurden dort Druckmaschinen gebaut. 
Nach dem Zweiten Weltkrieg wurde der Betrieb als „Plamag“ ausgegliedert. Im Jahre 1947 wurde die erste Druckmaschine nach dem Krieg gebaut. Eine Entwicklungs- und Forschungsabteilung nahm 1959 ihren Betrieb auf. Mit Einführung der Baureihe Hyperset vollzieht die Plamag 1967 den Übergang vom Hochdruck- zum Offsetverfahren. Ab 1970 war das Unternehmen Bestandteil des Kombinat Polygraph Werner Lamberz.
Im Juli 1990 wurde die Plamag von MAN Roland Druckmaschinen übernommen und firmierte unter MAN Plamag Druckmaschinen AG. Nach der Änderung der Besitzverhältnisse am Hauptunternehmen und der Umbenennung in manroland verschwand der Name „Plamag“ aus der Firmenbezeichnung.
Im November 2011 meldete der Mutterkonzern Insolvenz an. Im Januar 2012 wurde über die Hälfte der rund 700 Mitarbeiter entlassen.
Im Februar 2012 wurde das Werk als eigenständige Gesellschaft ausgegliedert und firmiert wieder unter dem alten Namen Plamag Plauen. Es wurde mit verschiedenen potentiellen Investoren über einen Verkauf des Werkes verhandelt, das vorerst als Zulieferer für das von der Possehl-Gruppe übernommene Augsburger manroland -Werk fungiert. Die Insolvenzverwaltung teilte im Dezember 2012 mit, dass sich für das Werk Plauen kein Käufer gefunden hätte. Im April 2013 wurde der Verkauf von Werksgelände und Anlagen an einen bayrischen Mittelständler gemeldet.  Es heißt zu diesem Zeitpunkt IBS Plamag Maschinenbau GmbH (IBS).
Seit 1. Januar 2017 gehört das Unternehmen als Plamag GmbH zur KraussMaffei Technologies GmbH. Bereits seit 2013 wurden hier Komponenten für elektrische Spritzgießmaschinen gefertigt und das Ersatzteilgeschäft betreut.
Von 1954 an bis zu seinem Ruhestand 1971 arbeitete der bekannte Fotograf Walter Ballhause als Technischer Leiter der Plamag-Gießerei.